# آندرئاس بم
آندرئاس بم (آلمانی: Andreas Behm؛ زادهٔ ۲۸ نوامبر ۱۹۶۲) وزنه‌بردار اهل آلمان بود.
وی در مسابقات کشوری و بین‌المللی در مجموع برندهٔ ۲ مدال طلا، ۳ مدال نقره، ۷ مدال برنز شده‌است.